# Дискографија групе The Supremes
Дискографија Супримса, америчке дјевојачке пјевачке групе, комплетан је списак синглова и албума које је издао Мотаун рекордс. Од синглова, 33 су доспјела на Билбордову листу топ 40 пјесама у САД, 23 су се нашла на америчкој или британској листи топ 10, а 12 их је заузело позицију број један међу америчким поп хитовима (Baby Love је био први и међу британским поп хитовима). Од албума, 12 је било на листи топ 10 албума у САД или УК, од којих пет на првој позицији.

## Албуми

### Студијски албуми
| Год.                                                   | Назив   | Најбоља позиција на листи | Најбоља позиција на листи | Најбоља позиција на листи | Најбоља позиција на листи | Најбоља позиција на листи |
| Год.                                                   | Назив   | САД ‍                      | САД                       | УК                        |                           |                           |
| Супримс                                                | Супримс | Супримс                   | Супримс                   | Супримс                   | Супримс                   |                           |
| ------------------------------------------------------ | ------- | ------------------------- | ------------------------- | ------------------------- | ------------------------- | ------------------------- |
| 1962.                                                  |         | —                         | —                         | 13                        |                           |                           |
| 1964.                                                  |         | 2                         | 1                         | —                         |                           |                           |
| 1964.                                                  |         | 21                        | 5                         | —                         |                           |                           |
| 1965.                                                  |         | 79                        | —                         | —                         |                           |                           |
| 1965.                                                  |         | 75                        | 5                         | —                         |                           |                           |
| 1965.                                                  |         | 6                         | 2                         | —                         |                           |                           |
| 1965.                                                  | 1       | —                         | —                         | —                         |                           |                           |
| 1966.                                                  |         | 8                         | 1                         | —                         |                           |                           |
| 1966.                                                  |         | 1                         | 1                         | 15                        |                           |                           |
| 1967.                                                  |         | 6                         | 1                         | 15                        |                           |                           |
| 1967.                                                  |         | 20                        | 3                         | 25                        |                           |                           |
| Дајана Рос и Супримс                                   |         |                           |                           |                           |                           |                           |
| 1968.                                                  |         | 18                        | 3                         | 30                        |                           |                           |
| 1968.                                                  |         | 150                       | 45                        | —                         |                           |                           |
| 1968.                                                  | 2       | 2                         | 1                         | 1                         |                           |                           |
| 1968.                                                  |         | 14                        | 3                         | 13                        |                           |                           |
| 1969.                                                  |         | 24                        | 7                         | —                         |                           |                           |
| 1969.                                                  | 2       | 28                        | 6                         | 28                        |                           |                           |
| 1969.                                                  |         | 33                        | 3                         | 34                        |                           |                           |
| Супримс                                                |         |                           |                           |                           |                           |                           |
| 1970.                                                  |         | 25                        | 4                         | —                         |                           |                           |
| 1970.                                                  | 3       | 113                       | 18                        | 6                         |                           |                           |
| 1970.                                                  |         | 68                        | 12                        | —                         |                           |                           |
| 1971.                                                  | 3       | 154                       | 18                        | —                         |                           |                           |
| 1971.                                                  |         | 85                        | 6                         | 40                        |                           |                           |
| 1971.                                                  | 3       | 160                       | 21                        | —                         |                           |                           |
| 1972.                                                  |         | 54                        | 12                        | —                         |                           |                           |
| 1972.                                                  |         | 129                       | 27                        | —                         |                           |                           |
| 1975.                                                  |         | 152                       | 25                        | —                         |                           |                           |
| 1976.                                                  |         | 42                        | 24                        | —                         |                           |                           |
| 1976.                                                  |         | —                         | —                         | —                         |                           |                           |
| „—” значи да албум није доспио на листу или није издат |         |                           |                           |                           |                           |                           |

- 1 Заузео позицију број шест на Билбордовој листи .
- 2 Дајана Рос и Супримс са Темптејшонсима.
- 3 Супримс са Фор топсима.

### Лајв албуми
| Год.                                                   | Назив | Најбоља позиција на листи | Најбоља позиција на листи | Најбоља позиција на листи | Најбоља позиција на листи | Најбоља позиција на листи |
| Год.                                                   | Назив | САД ‍                      | САД                       | УК                        |                           |                           |
| ------------------------------------------------------ | ----- | ------------------------- | ------------------------- | ------------------------- | ------------------------- | ------------------------- |
| 1965.                                                  |       | 11                        | 6                         | —                         |                           |                           |
| 1968.                                                  |       | 57                        | 6                         | 6                         |                           |                           |
| 1970.                                                  |       | 46                        | 31                        | —                         |                           |                           |
| 1973.                                                  | 1     | —                         | —                         | —                         |                           |                           |
| „—” значи да албум није доспио на листу или није издат |       |                           |                           |                           |                           |                           |

- 1 Издат само у Јапану; Мотаун издао у САД 2004. године.

### Компилацијски албуми
| Год.                                                   | Назив             | Најбоља позиција на листи | Најбоља позиција на листи | Најбоља позиција на листи | Најбоља позиција на листи | Најбоља позиција на листи |
| Год.                                                   | Назив             | САД ‍                      | САД                       | УК                        |                           |                           |
| ------------------------------------------------------ | ----------------- | ------------------------- | ------------------------- | ------------------------- | ------------------------- | ------------------------- |
| 1967.                                                  |                   | 1                         | 1                         | 1                         |                           |                           |
| 1969.                                                  |                   | 31                        | 5                         | —                         |                           |                           |
| 1974.                                                  | (прва верзија)    | 66                        | 24                        | —                         |                           |                           |
| 1977.                                                  | 1                 | —                         | —                         | 1                         |                           |                           |
| 1978.                                                  |                   | —                         | —                         | —                         |                           |                           |
| 1984.                                                  |                   | —                         | —                         | —                         |                           |                           |
| 1985.                                                  |                   | 112                       | 61                        | —                         |                           |                           |
| 1986.                                                  | (друга верзија)   | —                         | —                         | —                         |                           |                           |
| 1987.                                                  | 2                 | —                         | —                         | —                         |                           |                           |
| 1988.                                                  | 1                 | —                         | —                         | 10                        |                           |                           |
| 1991.                                                  | 1                 | —                         | —                         | —                         |                           |                           |
| 1995.                                                  | (трећа верзија)   | —                         | —                         | —                         |                           |                           |
| 1997.                                                  |                   | —                         | —                         | —                         |                           |                           |
| 1998.                                                  | 1                 | —                         | —                         | 35                        |                           |                           |
| 2000.                                                  | 3                 | —                         | —                         | —                         |                           |                           |
| 2000.                                                  |                   | —                         | —                         | —                         |                           |                           |
| 2000.                                                  |                   | —                         | —                         | —                         |                           |                           |
| 2001.                                                  | (четврта верзија) | —                         | —                         | —                         |                           |                           |
| 2002.                                                  |                   | —                         | —                         | —                         |                           |                           |
| 2003.                                                  |                   | 72                        | 63                        | 15                        |                           |                           |
| 2004.                                                  | 4                 | —                         | —                         | —                         |                           |                           |
| 2004.                                                  | 5                 | —                         | —                         | —                         |                           |                           |
| 2005.                                                  | 6                 | —                         | —                         | —                         |                           |                           |
| 2006.                                                  | 7                 | —                         | —                         | —                         |                           |                           |
| 2007.                                                  | 8                 | —                         | —                         | —                         |                           |                           |
| 2008.                                                  | 9                 | —                         | —                         | —                         |                           |                           |
| 2008.                                                  |                   | —                         | —                         | —                         |                           |                           |
| 2009.                                                  | 10                | —                         | —                         | —                         |                           |                           |
| 2010.                                                  |                   | —                         | —                         | —                         |                           |                           |
| 2011.                                                  | 11                | —                         | —                         | —                         |                           |                           |
| 2011.                                                  |                   | —                         | —                         | —                         |                           |                           |
| „—” значи да албум није доспио на листу или није издат |                   |                           |                           |                           |                           |                           |

- 1 Издат у УК.
- 2 Компилација претходно неиздатих пјесама, укључујући већину пјесама са необјављених снимања Disney Classics.
- 3 Бокс сет са четири диска.
- 4 Компилација свих пјесама Дајане Рос и Супримса и Темптејшонса снимљених током 1960-их.
- 5 Првобитно, планирано је издавање студијског албума 1965. године.
- 6 Компилација Greatest Hits, Greatest Hits Vol.&nbsp;3 и At Their Best.
- 7 Компилација Right On, New Ways but Love Stays, Touch, Floy Joy, Produced and Arranged by Jimmy Webb и претходно необјављених снимања Promises Kept, заједно са три пјесме без албума.
- 8 Јапанска колекција са ремиксима пјесама Супримса и саме Дајане Рос.
- 9 Компилација неиздатих и ријетких пјесама.
- 10 Компилација свих пјесама Супримса и Фор топсa снимљених током 1970-их.
- 11 Компилација The Supremes, High Energy и Mary Scherrie & Susaye са неколико необјављених и алтернативних верзија.

### Саундтрек албуми
| Год.                                                   | Назив | Најбоља позиција на листи | Најбоља позиција на листи | Најбоља позиција на листи | Најбоља позиција на листи | Најбоља позиција на листи |
| Год.                                                   | Назив | САД ‍                      | САД                       | УК                        |                           |                           |
| ------------------------------------------------------ | ----- | ------------------------- | ------------------------- | ------------------------- | ------------------------- | ------------------------- |
| 1968.                                                  | 1     | 1                         | 1                         | 11                        |                           |                           |
| 1969.                                                  | 1     | 38                        | 4                         | —                         |                           |                           |
| „—” значи да албум није доспио на листу или није издат |       |                           |                           |                           |                           |                           |

- 1 Дајана Рос и Супримс са Темптејшонсима.

## Синглови
У табели испод се налазе сви синглови које је издао Мотаун рекордс, осим Прајметсовог сингла  /  које је издао Лу пајн рекордс.
| Год.                                                   | А страна Б страна | Фронтмен(и)                                                        | Најбоља позиција на листи | Најбоља позиција на листи | Најбоља позиција на листи | Најбоља позиција на листи | Најбоља позиција на листи | Најбоља позиција на листи | Најбоља позиција на листи | Најбоља позиција на листи |
| Год.                                                   | А страна Б страна | Фронтмен(и)                                                        | САД Билборд               | САД Кешбокс               | САД ‍                      | САД Денс ‍                 | САД                       | УК                        | АУС ‍                      |                           |
| Прајметс                                               | Прајметс          | Прајметс                                                           | Прајметс                  | Прајметс                  | Прајметс                  | Прајметс                  | Прајметс                  | Прајметс                  | Прајметс                  |                           |
| ------------------------------------------------------ | ----------------- | ------------------------------------------------------------------ | ------------------------- | ------------------------- | ------------------------- | ------------------------- | ------------------------- | ------------------------- | ------------------------- | ------------------------- |
| 1960.                                                  |                   | Дајана Рос (Diane) Мери Вилсон                                          | —                         | —                         | —                         | —                         | —                         | —                         | —                         |                           |
| Супримс                                                |                   |                                                                    |                           |                           |                           |                           |                           |                           |                           |                           |
| 1961.                                                  |                   | Дајана Рос                                                         | —                         | —                         | —                         | —                         | —                         | —                         | —                         |                           |
| 1961.                                                  | 1                 | Флоренс Балард Дајана Рос                                          | —                         | —                         | —                         | —                         | —                         | —                         | —                         |                           |
| 1962.                                                  |                   | Дајана Рос                                                         | 95                        | —                         | —                         | —                         | —                         | —                         | —                         |                           |
| 1962.                                                  |                   | Дајана Рос                                                         | 90                        | 82                        | 26                        | —                         | —                         | —                         | —                         |                           |
| 1963.                                                  |                   | Дајана Рос                                                         | 129                       | —                         | —                         | —                         | —                         | —                         | —                         |                           |
| 1963.                                                  | 2                 | Дајана Рос                                                         | 75                        | 75                        | —                         | —                         | —                         | —                         | —                         |                           |
| 1963.                                                  | 3                 | Дајана Рос                                                         | 23                        | 20                        | 2                         | —                         | —                         | —                         | 11                        |                           |
| 1964.                                                  | 3, 12             | Дајана Рос                                                         | 93                        | 86                        | 22                        | —                         | —                         | —                         | —                         |                           |
| 1964.                                                  | 3                 | Дајана Рос                                                         | 1                         | 1                         | 1                         | —                         | —                         | 3                         | 14                        |                           |
| 1964.                                                  | 3                 | Дајана Рос                                                         | 1                         | 1                         | 1                         | —                         | —                         | 1                         | 26                        |                           |
| 1964.                                                  | 3                 | Дајана Рос                                                         | 1                         | 1                         | 2                         | —                         | —                         | 27                        | 78                        |                           |
| 1965.                                                  |                   | Дајана Рос                                                         | 1                         | 1                         | 2                         | —                         | —                         | 7                         | 42                        |                           |
| 1965.                                                  |                   | Дајана Рос                                                         | 1                         | 1                         | 1                         | —                         | —                         | 40                        | 95                        |                           |
| 1965.                                                  | 4                 | Дајана Рос                                                         | —                         | —                         | —                         | —                         | —                         | —                         | —                         |                           |
| 1965.                                                  |                   | Дајана Рос                                                         | 11                        | 8                         | 6                         | —                         | —                         | —                         | 83                        |                           |
| 1965.                                                  | 5                 | Дајана Рос, Флоренс Балард                                         | —                         | —                         | —                         | —                         | —                         | —                         | —                         |                           |
| 1965.                                                  |                   | Дајана Рос                                                         | 1                         | 1                         | 2                         | —                         | —                         | 39                        | 48                        |                           |
| 1965.                                                  | 6, 7              | Дајана Рос                                                         | —                         | —                         | —                         | —                         | —                         | —                         | —                         |                           |
| 1965.                                                  |                   | Дајана Рос                                                         | 5                         | 5                         | 10                        | —                         | —                         | —                         | 88                        |                           |
| 1966.                                                  |                   | Дајана Рос                                                         | 9                         | 9                         | 7                         | —                         | —                         | —                         | 100                       |                           |
| 1966.                                                  |                   | Дајана Рос                                                         | 1                         | 1                         | 1                         | —                         | —                         | 3                         | 6                         |                           |
| 1966.                                                  |                   | Дајана Рос                                                         | 1                         | 1                         | 1                         | —                         | —                         | 8                         | 11                        |                           |
| 1967.                                                  |                   | Дајана Рос                                                         | 1                         | 1                         | 1                         | —                         | —                         | 17                        | 45                        |                           |
| 1967.                                                  |                   | Дајана Рос                                                         | 1                         | 1                         | 12                        | —                         | —                         | 6                         | 5                         |                           |
| Дајана Рос и Супримс                                   |                   |                                                                    |                           |                           |                           |                           |                           |                           |                           |                           |
| 1967.                                                  |                   | Дајана Рос                                                         | 2                         | 2                         | 4                         | —                         | —                         | 5                         | 26                        |                           |
| 1967.                                                  | 7                 | Дајана Рос                                                         | 9                         | 10                        | 16                        | —                         | —                         | 13                        | 24                        |                           |
| 1968.                                                  | 7                 | Дајана Рос                                                         | 28                        | 13                        | 17                        | —                         | —                         | 28                        | 68                        |                           |
| 1968.                                                  | 8                 | Дајана Рос                                                         | 30                        | 22                        | 43                        | —                         | —                         | 34                        | 98                        |                           |
| 1968.                                                  | 7                 | Дајана Рос                                                         | 1                         | 1                         | 2                         | —                         | —                         | 15                        | 2                         |                           |
| 1968.                                                  | 9                 | Дајана Рос, Еди Кендрикс Дајана Рос, Пол Вилијамс                  | 2                         | 1                         | 2                         | —                         | —                         | 3                         | 14                        |                           |
| 1969.                                                  | 7                 | Дајана Рос                                                         | 10                        | 8                         | 8                         | —                         | —                         | 14                        | 26                        |                           |
| 1969.                                                  | 9                 | Дајана Рос, Еди Кендрикс, Мелвин Френклин Дајана Рос, Еди Кендрикс | 25                        | 21                        | 8                         | —                         | —                         | —                         | —                         |                           |
| 1969.                                                  | 7                 | Дајана Рос                                                         | 27                        | 21                        | 21                        | —                         | —                         | —                         | 87                        |                           |
| 1969.                                                  | 7                 | Дајана Рос                                                         | 31 69                     | 27 89                     | 17                        | —                         | —                         | 37                        | —                         |                           |
| 1969.                                                  | 7                 | Дајана Рос, Еди Кендрикс, Пол Вилијамс Дајана Рос, Еди Кендрикс    | 46                        | 39                        | 33                        | —                         | —                         | —                         | —                         |                           |
| 1969.                                                  | 9, 10             | Дајана Рос, Еди Кендрикс                                           | —                         | —                         | —                         | —                         | —                         | 18                        | —                         |                           |
| 1969.                                                  | 11                | Дајана Рос, Џони Бристол Дајана Рос                                | 1                         | 1                         | 1                         | —                         | 12                        | 13                        | 35                        |                           |
| 1970.                                                  | 9, 10             | Дајана Рос, Еди Кендрикс Дајана Рос, Пол Вилијамс                  | —                         | —                         | —                         | —                         | —                         | 31                        | —                         |                           |
| 1970.                                                  |                   | Дајана Рос, Темптејшонси                                           | —                         | —                         | —                         | —                         | —                         | —                         | 5                         |                           |
| Супримс                                                |                   |                                                                    |                           |                           |                           |                           |                           |                           |                           |                           |
| 1970.                                                  |                   | Џин Терел                                                          | 10                        | 9                         | 5                         | —                         | 28                        | 6                         | 43                        |                           |
| 1970.                                                  |                   | Џин Терел                                                          | 21                        | 14                        | 11                        | —                         | 29                        | —                         | —                         |                           |
| 1970.                                                  |                   | Џин Терел                                                          | 7                         | 5                         | 1                         | —                         | 24                        | 3                         | 99                        |                           |
| 1970.                                                  | 12                | Џин Терел, Леви Стабс Џин Терел                                    | 14                        | 15                        | 7                         | —                         | —                         | 11                        | —                         |                           |
| 1971.                                                  |                   | Џин Терел, Мери Вилсон, Синди Бердсонг Џин Терел                   | 16                        | 10                        | 8                         | —                         | 29                        | 5                         | —                         |                           |
| 1971.                                                  | 12                | Џин Терел, Леви Стабс                                              | 55                        | 51                        | 41                        | —                         | —                         | 25                        | —                         |                           |
| 1971.                                                  |                   | Џин Терел, Мери Вилсон, Синди Бердсонг Џин Терел                   | 71                        | 53                        | —                         | —                         | —                         | —                         | —                         |                           |
| 1971.                                                  |                   | Џин Терел, Мери Вилсон Џин Терел                                   | 16                        | 16                        | 5                         | —                         | 25                        | 9                         | —                         |                           |
| 1972.                                                  |                   | Џин Терел, Мери Вилсон Џин Терел                                   | 37                        | 37                        | 21                        | —                         | 17                        | 10                        | —                         |                           |
| 1972.                                                  | 10, 12            | Џин Терел, Леви Стабс                                              | —                         | —                         | —                         | —                         | —                         | —                         | —                         |                           |
| 1972.                                                  |                   | Џин Терел                                                          | 59                        | 70                        | 22                        | —                         | —                         | —                         | —                         |                           |
| 1972.                                                  |                   | Џин Терел                                                          | 85                        | 100                       | —                         | —                         | 17                        | —                         | —                         |                           |
| 1972.                                                  | 10, 12            | Џин Терел, Леви Стабс                                              | —                         | —                         | —                         | —                         | —                         | —                         | —                         |                           |
| 1973.                                                  |                   | Џин Терел                                                          | 87                        | 92                        | 74                        | —                         | —                         | 37                        | —                         |                           |
| 1973.                                                  | 10                | Џин Терел                                                          | —                         | —                         | —                         | —                         | —                         | —                         | —                         |                           |
| 1974.                                                  | 13                | Дајана Рос                                                         | —                         | —                         | —                         | —                         | —                         | 12                        | —                         |                           |
| 1974.                                                  | 13                | Дајана Рос                                                         | —                         | —                         | —                         | —                         | —                         | —                         | —                         |                           |
| 1975.                                                  |                   | Шери Пејн, Мери Вилсон Шери Пејн                                   | —                         | —                         | 69                        | —                         | —                         | —                         | —                         |                           |
| 1975.                                                  |                   | Шери Пејн                                                          | —                         | —                         | 93                        | —                         | —                         | —                         | —                         |                           |
| 1975.                                                  | 10                | Мери Вилсон                                                        | —                         | —                         | —                         | —                         | —                         | —                         | —                         |                           |
| 1976.                                                  |                   | Шери Пејн Мери Вилсон                                              | 40                        | 54                        | 25                        | 3                         | —                         | —                         | —                         |                           |
| 1976.                                                  |                   | Сузеј Грин                                                         | —                         | —                         | —                         | 9                         | —                         | —                         | —                         |                           |
| 1976.                                                  |                   | Шери Пејн Шери Пејн, Мери Вилсон                                   | 85                        | —                         | 50                        | 5                         | —                         | —                         | —                         |                           |
| 1977.                                                  |                   | Шери Пејн Мери Вилсон                                              | —                         | —                         | 83                        | —                         | —                         | —                         | —                         |                           |
| 1977.                                                  |                   | Шери Пејн Мери Вилсон                                              | —                         | —                         | —                         | —                         | —                         | —                         | —                         |                           |
| 1989.                                                  | 13                | Дајана Рос Џин Терел, Мери Вилсон                                  | —                         | —                         | —                         | —                         | —                         | 62                        | —                         |                           |
| „—” значи да сингл није доспио на листу или није издат |                   |                                                                    |                           |                           |                           |                           |                           |                           |                           |                           |

- 1 Оригинални мастер овог сингла је повучен недуго након изласка, а поново снимљена верзија — такође са Балардовом у уводу — издата је као замјена.
- 2 Првобитно издат као A Breath Taking, First Sight Soul Shaking, One Night Love Making, Next Day Heart Breaking Guy, брзо повучен и поново објављен са скраћеним насловом.
- 3 Билбордове листе R&B синглова није било од новембра 1963. до јануара 1965. године. Већина дискографија укључује R&B информације магазина Кешбокс како би попунила празнину у ћелијама колоне R&B, па је то урађено и овдје.
- 4 Само промотивно издање сингла.
- 5 Само промотивно радијско издање сингла продуцента Фила Спектора, за The Equal Employment Opportunity Commission.
- 6 Заузео позицију број седам на Билбордовој листи .
- 7 Пратећи вокали су били Андантеси умјесто Супримса. За In and Out of Love, пратећи вокали су били и Андантеси и Супримс.
- 8 Пратећи вокали су били Ешфорд и Симпсон умјесто Супримса.
- 9 Дајана Рос и Супримс са Темптејшонсима.
- 10 Издат само у УК.
- 11 Пратећи вокали су били Максин и Џулија Вотерс умјесто Супримса.
- 12 Супримс са Фор топсима.
- 13 Реиздање у УК.

## Отказани албуми
Супримс је имао неколико отказаних албума и пројеката током своје каријере. Ови неиздати албуми укључују и сљедећих тринаест наслова у табели испод.
| Год.  | Назив                                                          |
| ----- | -------------------------------------------------------------- |
| 1963. | 1                                                              |
| 1965. | 2                                                              |
| 1965. | 3                                                              |
| 1965. | 4                                                              |
| 1965. | 5                                                              |
| 1966. | 6                                                              |
| 1966. | 7                                                              |
| 1967. | The Supremes and the Motown Sound: From Broadway to Hollywood8 |
| 1967. | 9                                                              |
| 1968. | 10                                                             |
| 1968. | Some Things You Never Get Used To11                            |
| 1971. | 12                                                             |
| 1973. | 13                                                             |

- 1 The Supremes Sing Ballads & Blues је добио каталошки број (Мотаун 610) пред крај 1963. године, као и одређен датум издавања. Иако није издат, неколико пјесама оригинално снимљених за овај појавило се на албуму The Supremes Sing Country, Western and Pop прољећа 1965. године.
- 2 , лајв албум пјесама са концерта, био је планиран за издавање као Мотаун 625 почетком 1965. године. Иако не постоји званично објављене листе пјесама, лајв сет са проширеног четрдесетог јубиларног издања албума Where Did Our Love Go садржи пјесме које су биле најављене. Линијске биљешке јубиларног издања Where Did Our Love Go упућују на могућност да су пјесме  ревије у Паризу такође биле разматране.
- 3 , албум у духу попа, оригинално је планиран за излазак у љето 1965. тако да се повеже у спектакуларни деби наступ Супримса у ноћном клубу „Копакабана” у Њујорку. У коначници се одустало од овог албума у корист лајва њиховог ангажмана у „Копакабани” са многим пјесмама укљученим и оригинално на албуму. Албум је на крају издат у проширеном издању 2004. године, 39 година након што је снимљен.
- 4  је био пројекат за који је Мотаун планирао 1965. да се састоји од познатих међународних пјесама као што су C'est si bon, Never on Sunday, La Bamba и Nel Blu Dipinto Di Blu (Volare). Иако су снимљене инструменталне верзије, албум није никад завршен пошто група није снимила ниједно вокално извођење.
- 5  је био албум за који је Мотаун планирао 1965. да садржи познате пјесме утицајних дјевојачких група тог времена, у изведби Супримса; међутим, никада није завршен. Неколико пјесама се нашло на проширеном издању There's a Place for Us.
- 6 , албум са највећим хитовима, планирано је да се изда маја 1966. године, али је отказан.
- 7 , лајв албум пјесама са концерта, планирано је да изађе крајем 1966. и укључује неколико пјесама које се нису нашле на албуму The Supremes at the Copa, али пројекат је отказан. Неколико пјесама са албума као што су  и  издато је 2000. године. Комплетну верзију, снимљену 26. септембра 1966. године, издат је 2012. на проширеном издању албума I Hear A Symphony.
- 8 The Supremes and the Motown Sound: From Broadway to Hollywood је планиран за излазак почетком 1967, али званична листа пјесама за албум није објављена. Вјеровало се да ће увелико бити заснован на тадашњем синглу број један Супримса, The Happening. Пјесме за албум су снимљене у Лос Анђелесу, а оне изабране су постале популарне на Бродвеју или у холивудским филмовима. Раније одбачени материјал, поготово са појединих снимања албума There's a Place for Us, такође је био разматран за уврштавање.
- 9 , лајв албум пјесама са концерта, био је планиран крајем 1967. као могуће издање. Снимљен августа 1967, био је прво лајв издање групе са Синди Бердсонг као чланицом. Неколико пјесама са албума као што су  и  издато је 2000. године.
- 10  је био албум планиран за могући излазак почетком 1968. и са каверима неколико пјесама из филмова које је снимио Волт Дизни. Снимања за албум су почела у јануару 1967. и настављена су током цијеле године са додатним сесијама почетком 1968. Међутим, албум никада није добио каталошки број и отказан је након што је снимљено 14 пјесама. Пјесме снимљене за албум, укључујући When You Wish upon a Star, I've Got No Strings и Whistle While You Work, нашле су се на неколико компилацијских албума Супримса. Пјесме ,  и  остале су неиздате.
- 11  је био албум из 1968. године, заснован на синглу Some Things You Never Get Used To. Албум се састојао од нових и претходно одбачених пјесама са других албума. Мотаун се надао да ће сингл бити смеш хит након што претходни сингл Forever Came Today није успио да уђе у Билбордових топ 20. Након што је пјесма догурала само до 30. позиције, најгори резултат од 1963. године, албум је отказан. Неколико новијих пјесама заједно са поменутим синглом касније је уврштено на албум Love Child.
- 12 Promises Kept, пројекат Њу Супримса из 1971. године, створили су Клеј Макмари, Боби Тејлор, Ешфорд и Симпсон и др. Упркос богатој колекцији снимака, званична листа пјесама никад није финализирана; Супримс је добио задатак да ради на албуму Floy Joy са Смокијем Робинсоном као продуцентом. Неке од пјесама са албума Promises Kept нашло се на бокс сету The Supremes из 2000. и The '70s Anthology из 2002. године. Такође, тринаест других пјесама са снимања уврштено је на бокс сет Супримса .
- 13 Untitled Stevie Wonder Album био је албум планиран за 1973. годину и са продуцентом Стивијем Вондером. Вондер је написао и продуцирао Супримсов сингл Bad Weather у нади да ће пјесма вратити групу на врх табела. Међутим, пјесма није успјела да се пробије у топ 40 и пласирала се тек на 87. позицију на листи Billboard Hot&nbsp;100. Због неуспјеха ове пјесме албум је отказан. Двије пјесме, Soft Days и I'll Wait A Lifetime, биле су снимљене за албум; међутим, обје пјесме су остале неиздате. Својевремено су се шириле гласине како се планирају или снимају друге пјесме за албум, укључујући Superstition и Until You Come Back to Me.

Водили су се разговори за албум који би написао и продуцирао Марвин Геј 1975. године, као и за албум аутора Стивија Вондера 1976, али ниједна пјесма нити снимак није настао од ових сугерисаних планова.

## Видеографија

### Видео-албуми
| Год.  | Назив |
| ----- | ----- |
| 1964. |       |
| 1968. |       |
| 1983. |       |
| 2006. |       |